# Сапожков, Пётр Тимофеевич
Пётр Тимофеевич Сапожков — советский хозяйственный, государственный и политический деятель.

## Биография
Родился в 1914 году в деревне Старая Чигла. Член ВКП(б).
С 1932 года — на хозяйственной, общественной и политической работе. В 1932—1972 гг. — председатель колхоза деревни Старая Чигла, участник Великой Отечественной войны, капитан, председатель колхоза имени XIX партсъезда Аннинского района Воронежской области, в долгосрочной зарубежной командировке в Болгарию для обмен опытом в садоводстве.
Избирался депутатом Верховного Совета СССР 3-го и 4-го созывов.
Умер в 1985 году.